# Samuel Inkoom
Samuel Inkoom (Sekondi-Takoradi, Ghana, 1 de junio de 1989) es un exfutbolista ghanés. Su último equipo de defensa y es Accra Hearts of Oak S. C. de la Liga Premier de Ghana.

## Selección nacional
Ha sido internacional con la selección de fútbol de Ghana donde ha jugado en 44 ocasiones, cuatro veces por eliminatorias para la Copa Mundial de Fútbol de 2010, seis veces para la selección juvenil en el mundial que ganaron frente a la selección de fútbol de Brasil, dos por el Mundial de Fútbol y los restantes en amistosos.
El 12 de mayo de 2014 el entrenador de la selección de Ghana, Akwasi Appiah, incluyó a Inkoom en la lista preliminar de 26 jugadores preseleccionados para la Copa Mundial de Fútbol de 2014. Semanas después, el 1 de junio, fue ratificado en la lista final de 23 jugadores que viajarán a Brasil.

### Participaciones en Copas del Mundo
| Mundial                               | Sede      | Resultado        |
| ------------------------------------- | --------- | ---------------- |
| Copa Mundial de Fútbol Sub-20 de 2009 | Egipto    | Campeón          |
| Copa Mundial de Fútbol de 2010        | Sudáfrica | Cuartos de final |
| Copa Mundial de Fútbol de 2014        | Brasil    | Fase de grupos   |

### Participaciones en Copas Africanas
| Torneo                                  | Sede                      | Resultado  |
| --------------------------------------- | ------------------------- | ---------- |
| Campeonato Africano de Naciones de 2009 | Costa de Marfil           | Subcampeón |
| Copa Africana de Naciones de 2010       | Angola                    | Subcampeón |
| Copa Africana de Naciones de 2012       | Gabón y Guinea Ecuatorial | Semifinal  |

## Clubes
| Club                      | País           | Año       |
| ------------------------- | -------------- | --------- |
| Sekondi Hasaacas F. C.    | Ghana          | 2006-2007 |
| Asante Kotoko S. C.       | Ghana          | 2008-2009 |
| F. C. Basilea             | Suiza          | 2009-2011 |
| F. C. Dnipro              | Ucrania        | 2011-2014 |
| S. C. Bastia (cedido)     | Francia        | 2013      |
| A. O. Platanias (cedido)  | Grecia         | 2014      |
| D. C. United              | Estados Unidos | 2014-2015 |
| Boavista F. C.            | Portugal       | 2015-2016 |
| Antalyaspor               | Turquía        | 2016      |
| F. C. Vereya              | Bulgaria       | 2017      |
| F. C. Dunav Ruse          | Bulgaria       | 2019-2020 |
| F. C. Samtredia           | Georgia        | 2020      |
| F. C. Torpedo Kutaisi     | Georgia        | 2021      |
| Accra Hearts of Oak S. C. | Ghana          | 2022-     |

## Palmarés

### Títulos nacionales
| Título             | Club          | País  | Año  |
| ------------------ | ------------- | ----- | ---- |
| Superliga de Suiza | F. C. Basilea | Suiza | 2010 |
| Copa de Suiza      | F. C. Basilea | Suiza | 2010 |

### Títulos internacionales
| Título                        | Club (*) | País   | Año  |
| ----------------------------- | -------- | ------ | ---- |
| Campeonato Juvenil Africano   | Ghana    | Ruanda | 2009 |
| Copa Mundial de Fútbol Sub-20 | Ghana    | Egipto | 2009 |

(*) Incluyendo la selección.